# Monumento equestre a George Armstrong Custer
Il monumento equestre a George Armstrong Custer, noto anche come avvistamento del nemico, è una statua equestre del generale George Armstrong Custer situata a Monroe, nel Michigan. La statua, scolpita da Edward Clark Potter, è stata designata come sito storico del Michigan il 15 giugno 1992 e subito dopo è stata inserita nel National Register of Historic Places il 9 dicembre 1994.

## Storia
Sebbene Custer non fosse nato a Monroe, visse lì gran parte della sua prima infanzia con i genitori e vi frequentò le scuole. Durante la sua giovinezza conobbe la sua futura moglie Elizabeth Bacon, per la quale fece ritorno per sposarla nel 1864. Custer aveva lasciato Monroe per frequentare l' Accademia militare degli Stati Uniti e poi combattere nella guerra di secessione americana. A causa del suo duro lavoro e del suo successo nel corso della guerra, nonché per il bisogno di ufficiali da parte dell'Unione, fu promosso al grado di maggiore generale e divenne una figura militare molto nota. Dopo la guerra di secessione combatté nelle guerre indiane nell'Occidente degli Stati Uniti. I suoi precedenti successi nella guerra di secessione, tuttavia, furono oscurati dalla sua catastrofica sconfitta e morte nella battaglia di Little Big Horn il 25 giugno 1876.
Per onorarlo venne fatta erigere una statua equestre in bronzo del costo di $ 24.000, alta 4,27 metri, scolpita da Edward Clark Potter, che venne inaugurata a Monroe nel giugno 1910 dal Presidente degli Stati Uniti d'America William Howard Taft e dalla vedova Elizabeth Bacon Custer. La statua commemora le sue azioni di successo durante la guerra di secessione americana e non la sua più nota sconfitta nel 1876.

## Posizione

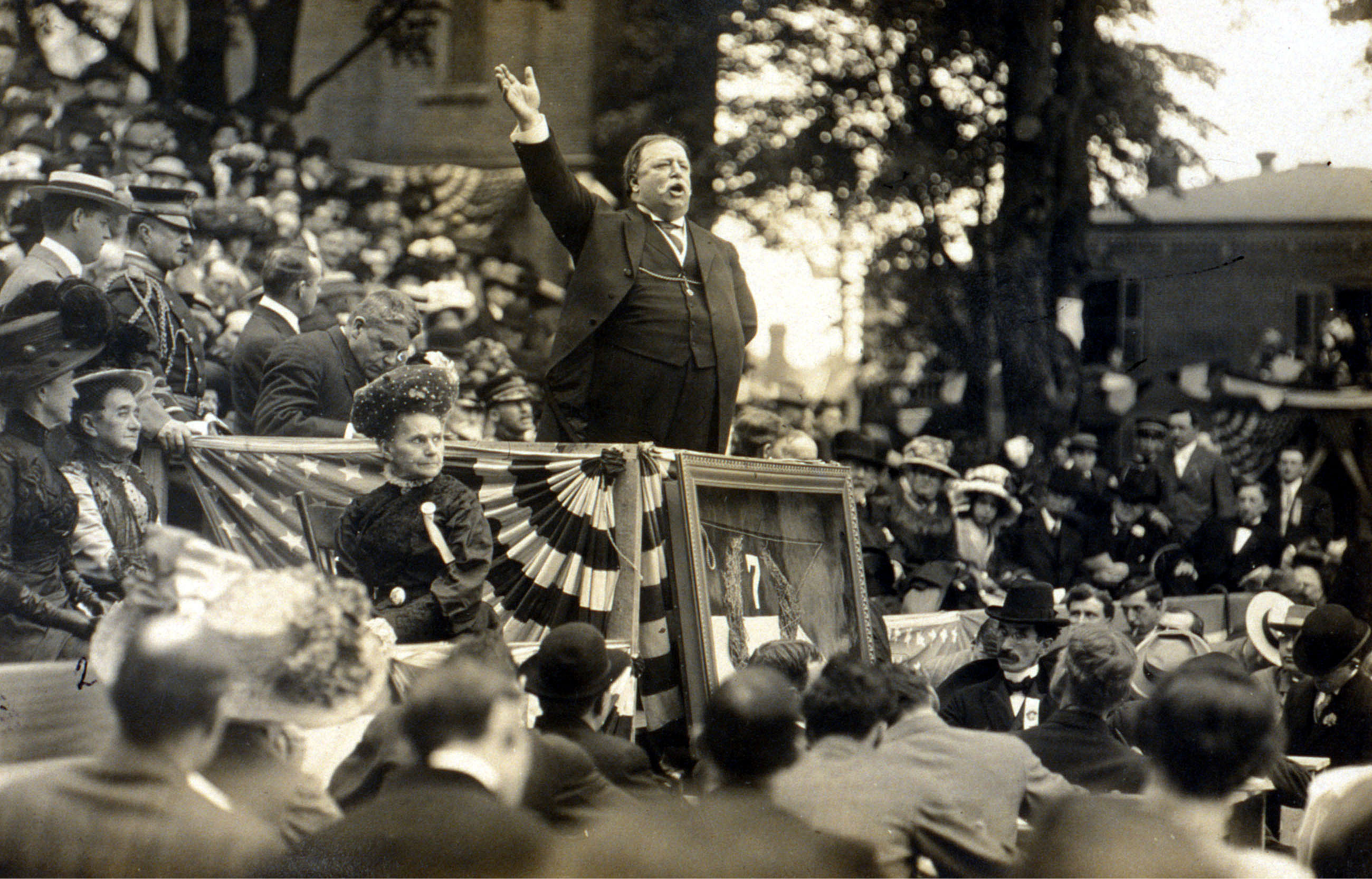
Il presidente Taft parla alla folla all'inaugurazione della statua nel 1910. Elizabeth Bacon Custer è raffigurata appena sotto Taft alla sua destra.

Nel secolo successivo all'installazione la statua è stata collocata in tre diversi siti. Originariamente era situata nel mezzo dell'incrocio, lastricato di mattoni, tra le strade First e Washington di fronte al tribunale; questa zona fa parte dell'attuale Old Village Historic District. La sua vedova Elizabeth Custer, che aveva trascorso gran parte della sua vita a migliorare la reputazione e l'immagine pubblica del marito, sostenne che la statua meritava una posizione migliore. Alcuni residenti si lamentarono del fatto che si trattava di un pericolo per il traffico nel mezzo di un incrocio. Quando la statua era stata eretta per la prima volta, il traffico a Monroe era scarso, ma in particolare quello automobilistico stava aumentando notevolmente. Il 20 giugno 1923, la statua fu spostata in una nuova posizione nel Soldiers and Sailors Park lungo il fiume Raisin. Lì rimase in relativo isolamento e alla fine fu oscurata da sterpaglia e alberi non curati.
A causa delle proteste pubbliche, la città trasferì la statua in una posizione migliore nell'agosto 1955. Quando arrivarono gli incaricati per portare la statua in una nuova posizione, inizialmente non riuscirono a trovarla poiché era ricoperta di vegetazione. La statua venne spostata nella sua posizione attuale all'angolo sud-ovest di Elm Avenue e North Monroe Street lungo il fiume Raisin. Questo è uno degli incroci più importanti della città e la statua è ben illuminata di notte oltre ad essere uno degli oggetti più riconoscibili a Monroe. Il monumento equestre di George Armstrong Custer si trova dall'altra parte di Elm Street rispetto al St. Mary's Church Complex Historic District e adiacente al distretto storico di East Elm-North Macomb Street.

## Monumento

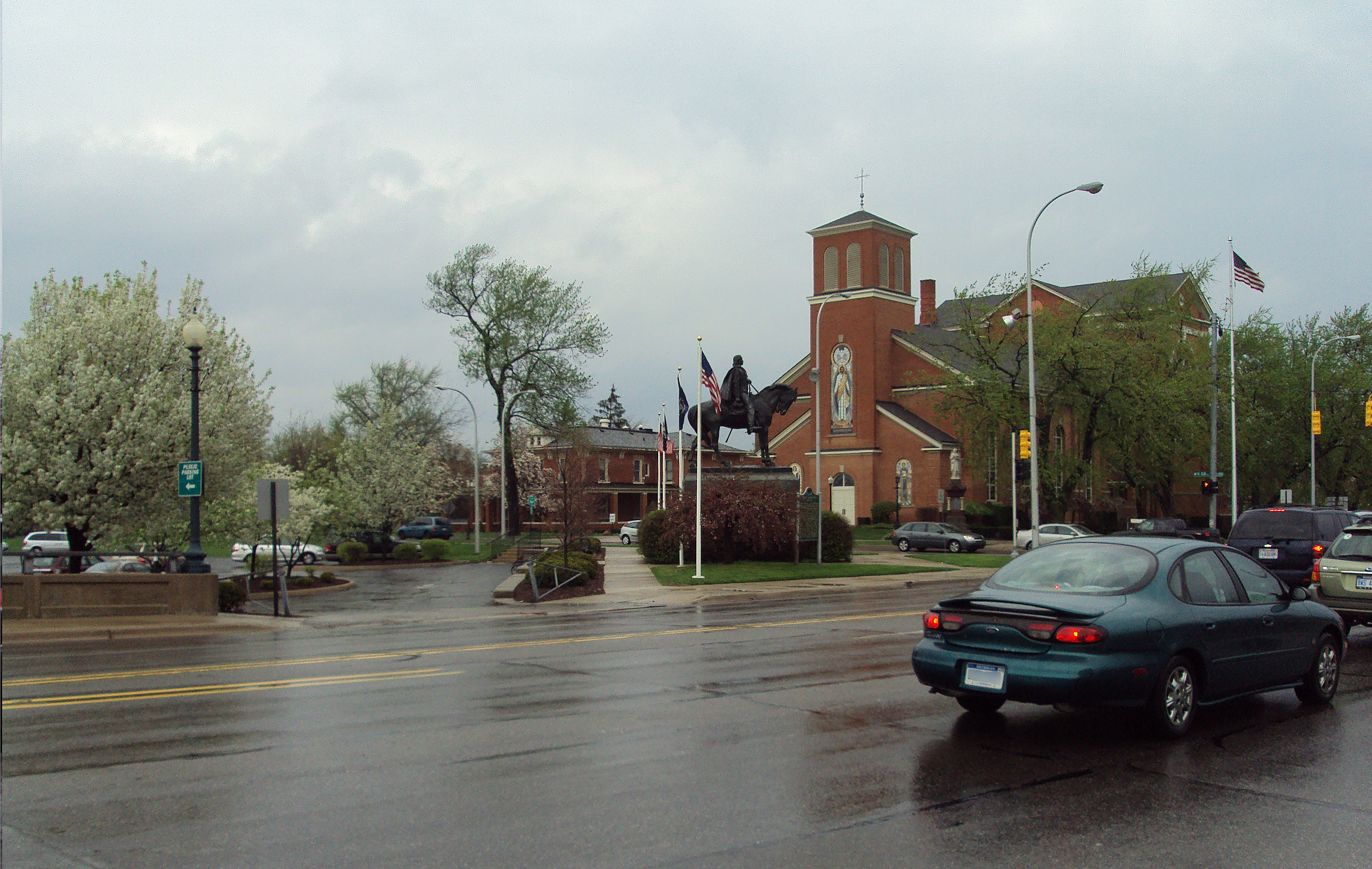
La statua nella sua posizione attuale all'angolo tra Elm Street e North Monroe Street

I fautori della statua sostengono che commemora lo spettacolare servizio di Custer all'Unione durante la guerra civile e non il suo fallimento nella battaglia di Little Big Horn. La statua mostra Custer che indossa la sua uniforme della guerra di secessione. In linea con la convenzione scultorea, il suo cavallo ha tutti e quattro i piedi per terra, poiché Custer non morì durante quel periodo di servizio. Il cartello storico che commemora la statua recita:
Nato a New Rumley, Ohio, George A. Custer è cresciuto a Monroe nella casa della sua sorellastra, Mrs. David Reed. Il 9 febbraio 1864, nella chiesa presbiteriana, sposò Libbie Bacon, l'unica figlia del giudice e della sig.ra Daniel S. Bacon. Durante la guerra civile ha prestato servizio con onore, inclusa la battaglia di Gettysburg. Ha ricevuto sei brevetti ed è stato nominato generale di brigata prima dei 26 anni, una distinzione rara. Dal 1866 fino alla sua morte nella battaglia di Little Big Horn, Custer ha comandato il famoso Settimo reggimento di cavalleria, guidandolo in esplorazioni e combattimenti contro gli indiani in tutto il Kansas e nel territorio del Dakota. Il suo grado alla morte era tenente colonnello, poiché era stato retrocesso a colonnello dal grado di generale di brigata che aveva alla fine della guerra di secessione (fu promosso tenente colonnello nel 1866, a Ft Riley, Kansas). Questa statua del generale Custer, creata da Edward C. Potter, è stata eretta dallo Stato del Michigan, svelata dalla sig.ra Elizabeth B. Custer e dedicata dal presidente William Howard Taft il 4 giugno 1910. La statua è stata riconsacrata il 3 settembre 1955 dai membri della Prima Divisione di cavalleria, di cui faceva parte il Settimo reggimento di cavalleria di Custer.

## Controversia
Il monumento ha attirato proteste e opposizione a causa della partecipazione di Custer alla guerra totale contro i nativi americani.
Nel maggio del 2021, le tribù unite del Michigan hanno approvato all'unanimità una risoluzione che chiedeva la rimozione di una statua di Custer a Monroe, nel Michigan. La delibera affermava in parte:
(Risoluzione)
Nonostante la richiesta, formulata da alcuni, di rimuovere la statua, la maggior parte della popolazione di Monroe l'ha considerata una proposta impopolare. Custer è spesso visto come una fonte di orgoglio locale. Nonostante una certa opposizione, la mancanza di sostegno locale da parte del pubblico e del consiglio comunale rende improbabile la rimozione del monumento.